# 毛节缘毛草
毛节缘毛草（学名：Roegneria pendulina var. pubinodis）为禾本科鹅观草属下的一个变种。

## 扩展阅读
- 維基物種上的相關：毛节缘毛草